# 1939 год в истории изобразительного искусства СССР
1939 год был отмечен рядом событий, оставивших заметный след в истории советского изобразительного искусства.

## События
- 30 января в Москве в Центральном выставочном зале «Всекохудожника» открылась шестая выставка Союза московских художников (МОСХ). По причине большого числа участников выставка проходила в три этапа. Среди 780 работ 299 авторов экспонировались произведения Василия Бакшеева, Сергея Герасимова, Михаила Куприянова, Михаила Маторина, Дмитрия Налбандяна, Петра Петровичева, Аркадия Пластова, Петра Покаржевского, Фёдора Решетникова, Александра Трошичева, Леонарда Туржанского,  Василия Хвостенко, Давида Штеренберга и других московских художников.[1]

- 12 марта в Москве в ГТГ открылась Всесоюзная выставка молодых художников, посвящённая 20-летию ВЛКСМ (16 марта открыт филиал выставки в Центральном Доме Красной Армии им. М. В. Фрунзе).[2] Среди 903 произведений 478 авторов экспонировались работы Петра Белоусова, Петра Васильева, Георгия Верейского, Нины Веселовой, Соломона Гершова, Раисы Гетман, Алексея Ерёмина, Вячеслава Загонека, Александра Зайцева, Евгения Кибрика, Юрия Кугача, Анатолия Левитина, Александра Любимова, Юрия Непринцева, Мартироса Сарьяна, Ираклия Тоидзе, Александры Чесноковой, Анатолия Яр-Кравченко и других.

- 18 марта в Москве открылась Всесоюзная художественная выставка «Индустрия социализма». Среди 1015 работ 459 авторов экспонировались произведения Михаила Авилова, Самуила Адливанкина, Александра Герасимова, Сергея Герасимова, Гавриила Горелова, Игоря Грабаря, Бориса Иогансона, Николая Крымова, Александра Лактионова, Александра Любимова, Георгия Нисского, Аркадия Пластова, Михаила Платунова, Петра Покаржевского, Виктора Прошкина, Павла Радимова, Николая Радлова, Фёдора Решетникова, Николая Ромадина, Николая Рутковского, Аркадия Рылова, Мартироса Сарьяна, Владимира Серова, Ираклия Тоидзе, Давида Штеренберга, Альфреда Эберлинга, Константина Юона и других художников.[3] Журнал «Художник» писал о выставке в 1962 году: «Основная заслуга выставки «Индустрия социализма» в том и заключается, что период её подготовки оказался одновременно и периодом большого художественного творческого подъёма. Не случайно одиннадцать произведений с выставки «Индустрия социализма» были удостоены в своё время Государственной премии, многие с большим успехом демонстрировались на международных выставках, а ныне украшают стены Третьяковской галереи, Русского музея и других крупных музеев страны»[4].

- 30 апреля в Москве в Центральном Доме работников искусств (Пушечная ул., 9) открылась «Выставка живописи и графики». Среди 200 работ 64 авторов экспонировались произведения Самуила Адливанкина, Василия Бакшеева, Александра Герасимова, Сергея Герасимова, Игоря Грабаря, Петра Кончаловского, Порфирия Крылова, Николая Крымова, Михаила Куприянова, Фёдора Решетникова, Николая Ромадина, Ираклия Тоидзе и других художников.[5]

- 5 мая в Ленинграде в залах Ленинградского Союза советских художников открылась выставка произведений ленинградских художников. Среди 497 работ 191 автора экспонировались произведения Натана Альтмана, Владислава Анисовича, Григория Бобровского, Петра Бучкина, Георгия Верейского, Василия Викулова, Владимира Горба, Крума Джакова, Евгения Кибрика, Николая Кострова, Николая Лапшина, Израиля Лизака, Александра Любимова, Дмитрия Митрохина, Анны Остроумовой-Лебедевой, Вячеслава Пакулина, Алексея Пахомова, Кузьмы Петрова-Водкина, Сергея Приселкова, Анатолия Прошкина, Виктора Прошкина, Александра Русакова, Аркадия Рылова, Александра Самохвалова, Александра Сегала, Рудольфа Френца, Ефима Чепцова и других ленинградских художников.[6]

- В Ленинграде открыт Государственный музей городской скульптуры. В сферу его деятельности, помимо основных музейных мероприятий, также входит изучение, реставрация и охрана памятников монументального искусства, расположенных под открытым небом.[7] Основная экспозиция музея располагается на территории Александро-Невской лавры, в её состав входят три объекта[8]: Благовещенская церковь-усыпальница, Некрополь XVIII века, Некрополь мастеров искусств.

- В июле в Академии художеств в Ленинграде открылась выставка дипломных работ выпускников 1939 года.

- В Москве состоялось первое заседание Оргкомитета по подготовке Всесоюзного съезда художников СССР и образованию Союза советских художников. Работа по подготовке съезда была прервана войной и продолжалась до 1957 года.

- На Всемирной выставке 1939 года в Нью-Йорке впервые экспонируются скульптурные памятники В. И. Ленина и И. В. Сталина, выполненные в 1938 году из розового гранита скульптором С. Д. Меркуровым и представлявшие собой уменьшенные копии его же памятников, установленных в 1937 году в Дубне на канале имени Москвы. Впоследствии Памятник В. И. Ленину был установлен в Киеве на Бессарабской площади. Памятник И. В. Сталину по решению Московского Городского Совета народных депутатов от 24 октября 1991 года был перенесён в Парк Искусств.

- 23 октября в Москве в Государственном музее изобразительных искусств им. А. С. Пушкина открылась «Выставка дипломных работ художественных вузов 1939 года». Среди 217 работы 86 авторов экспонировались произведения Николая Андрецова, Константина Белокурова, Петра Белоусова, Александра Блинкова, Лии Островой, Елены Скуинь, Николая Тимкова и других молодых художников.[9]

- В Ленинграде в залах Всероссийской Академии художеств открылась Юбилейная историческая выставка, посвящённая 175-летию образования Российской Академии художеств. Вместе с произведениями художников XVIII - начала XX веков экспонировались 46 работ 23 авторов советского периода, среди них картины Исаака Бродского, Георгия Верейского, Александра Лактионова, Матвея Манизера, Кузьмы Петрова-Водкина, Константина Рудакова, Аркадия Рылова, Василия Савинского, Павла Шиллинговского, Владимира Щуко, Анатолия Яр-Кравченко и других художников.[10]

- В Москве открыт Главный павильон Всесоюзной сельскохозяйственной выставки (ВСХВ), (арх. Щуко В. А., Великанов А. П., Щуко Ю. В.).

- 23 декабря в Москве в Государственной Третьяковской галерее открылась выставка «Сталин и люди Советской страны в изобразительном искусстве». Среди 257 работ 129 авторов экспонировались произведения Исаака Бродского, Георгия Верейского, Александра Герасимова, Сергея Герасимова, Игоря Грабаря, Митрофана Грекова, Василия Ефанова, Дмитрия Налбандяна, Михаила Нестерова, Генриха Павловского, Аркадия Пластова, Ираклия Тоидзе и других художников.[11]

## Родились
- 6 января — Гетманская Ирина Ивановна, российский советский живописец.
- 9 апреля — Балабанов Валерий Николаевич, российский советский живописец, художник-прикладник и педагог, Народный художник России.
- 12 июля — Давиденкова Лидия Сергеевна, российский советский живописец и педагог.
- 14 сентября — Суздалева Нина Владимировна, советский художник-живописец и монументалист (ум. в 1988).
- 5 октября — Набатов Вячеслав Васильевич, российский советский живописец (ум. в 1995).
- 19 октября — Клыков Вячеслав Михайлович, русский скульптор, Народный художник России (ум. в 2006).
- 24 декабря — Буров Владимир Васильевич, российский советский живописец.

## Скончались
- 17 января — Щуко Владимир Алексеевич, российский советский архитектор, художник театра (род. в 1878).
- 31 января — Гинцбург Илья Яковлевич, российский советский скульптор и педагог (род. в 1859).
- 7 февраля — Григорьев Борис Дмитриевич, русский живописец и рисовальщик, с 1919 года живший в Финляндии, Германии, франции (род. в 1886).
- 15 февраля — Петров-Водкин Кузьма Сергеевич, русский советский художник, Заслуженный деятель искусств РСФСР (род. в 1878).
- 6 мая — Сомов Константин Андреевич, русский живописец и график, с 1924 живший во Франции (род. в 1869).
- 22 июня — Рылов Аркадий Александрович, советский живописец-пейзажист (род. 1870).
- 14 августа — Бродский Исаак Израилевич, советский художник, Заслуженный деятель искусств РСФСР (род. 1883).
- 11 сентября — Коровин Константин Алексеевич, русский художник (род. в 1861).
- 26 ноября — Дроздов Иван Георгиевич, русский советский живописец и график (род. в 1880).

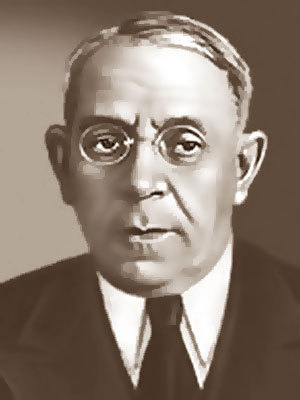
В. А. Щуко
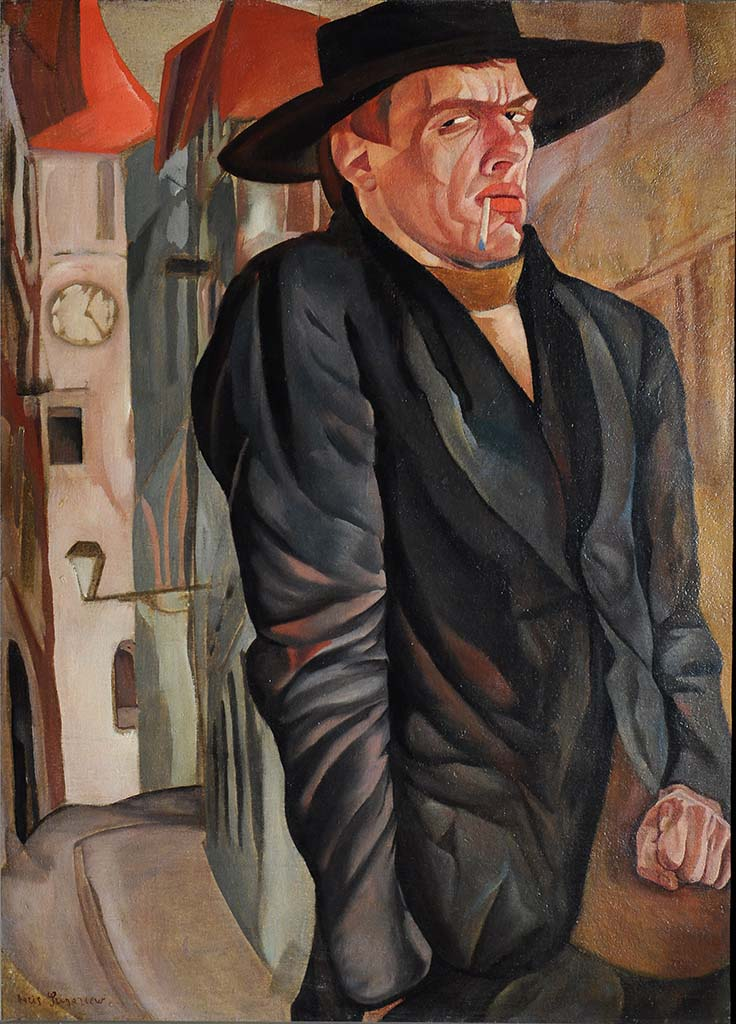
Б. Д. Григорьев
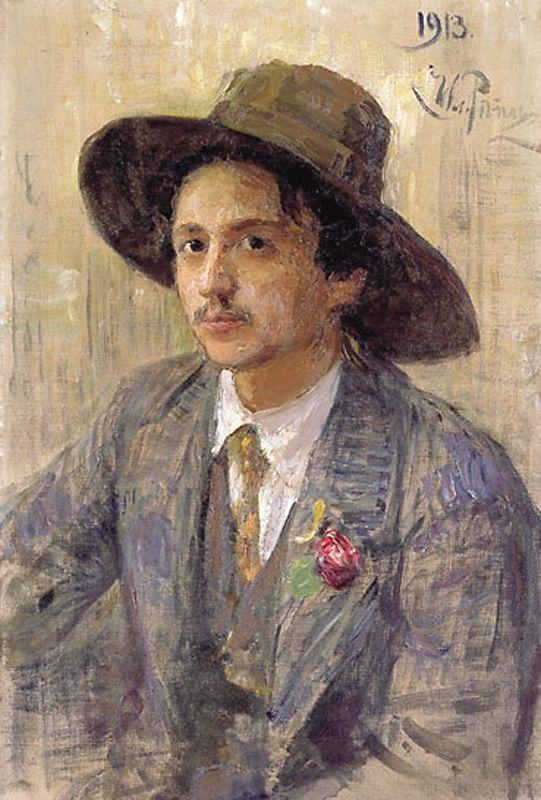
И. И. Бродский
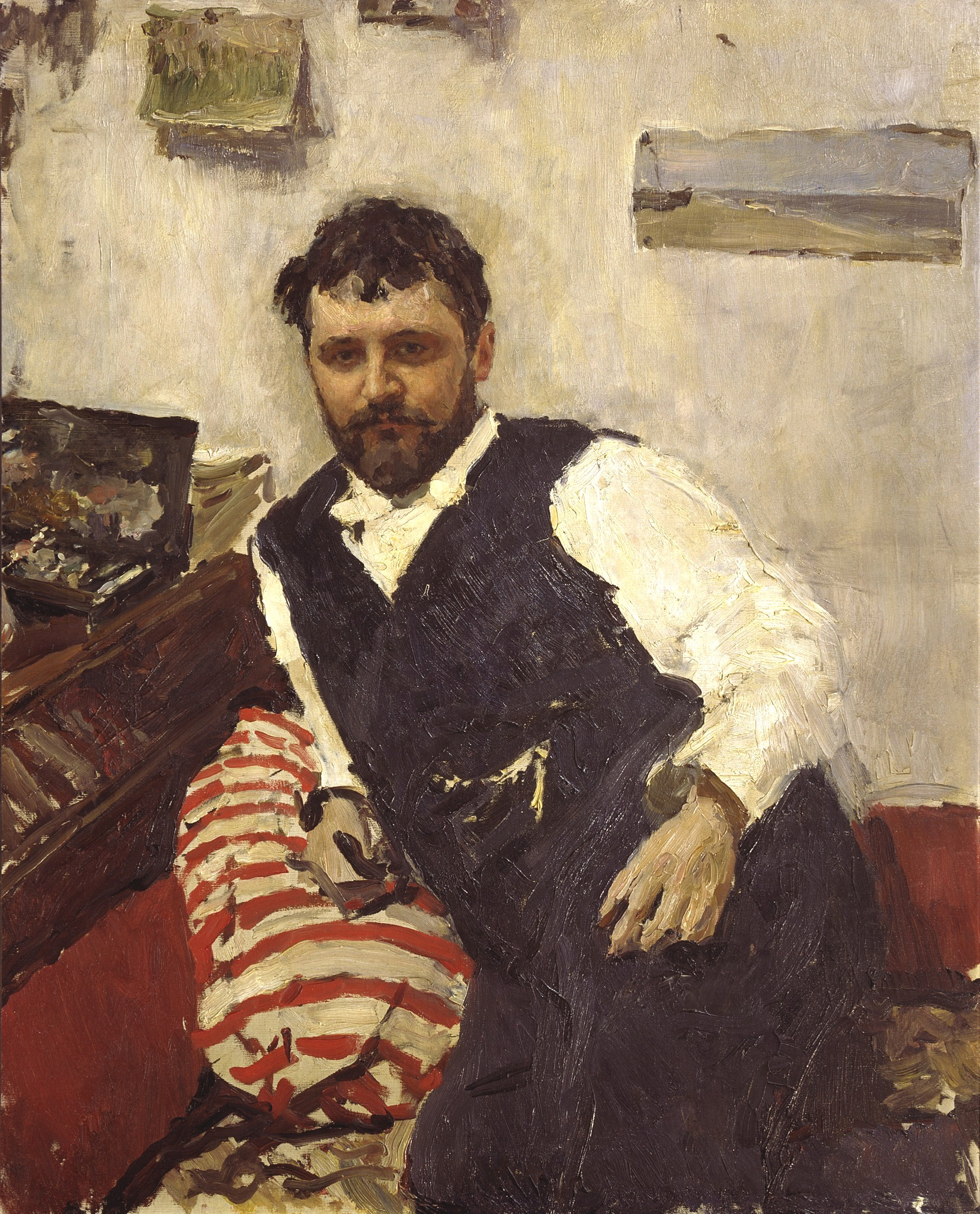
К. А. Коровин
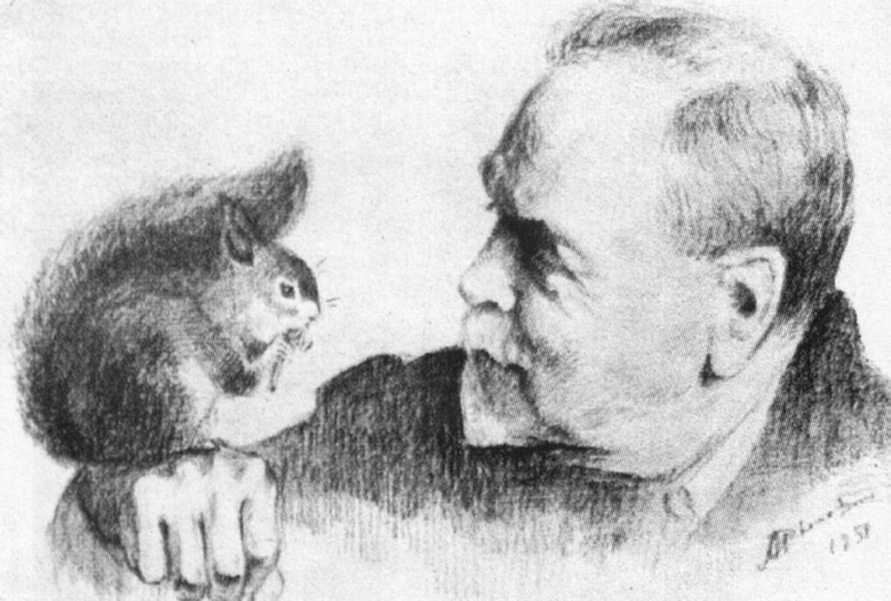
А. А. Рылов
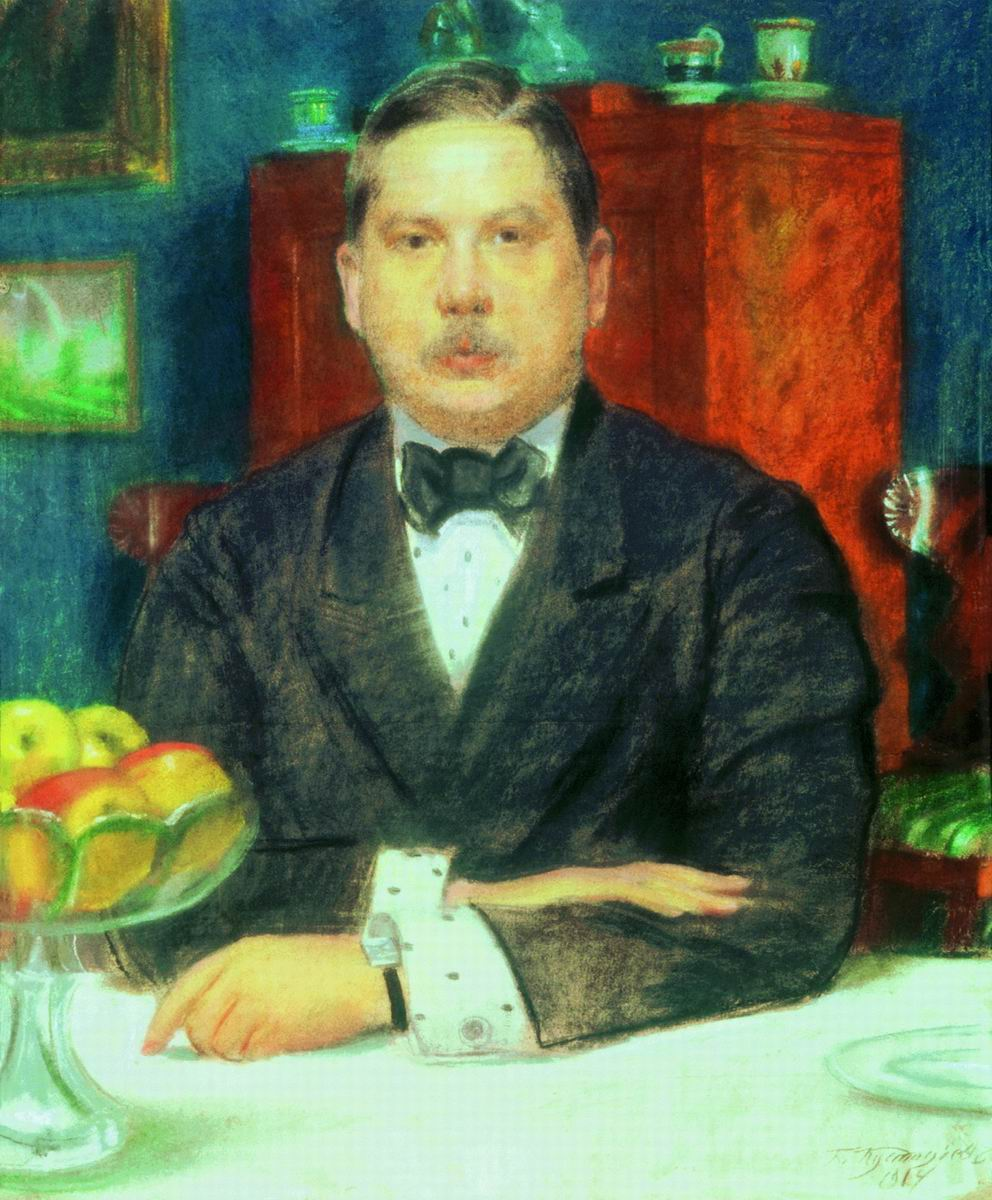
Константин Сомов
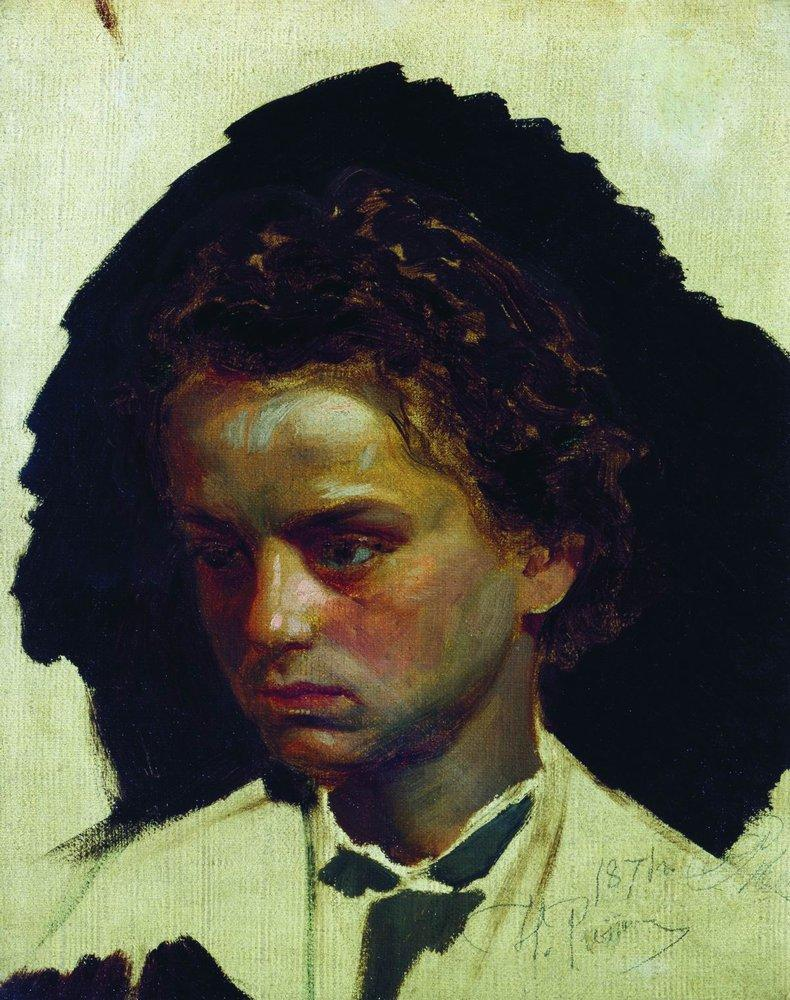
Илья Гинцбург